# Pablo Lastras
Pablo Lastras García (San Martín de Valdeiglesias, Comunidad de Madrid, 20 de enero de 1976) es un ciclista español, profesional entre 1997 y 2015, y actualmente director deportivo.

## Trayectoria
Debutó como profesional en el año 1997 con el Banesto, en cuyas filas permaneció hasta su retirada, con la estructura del Movistar Team. En su palmarés destaca que ha ganado al menos una etapa en cada una de las tres Grandes Vueltas. Era conocido dentro del pelotón por el apodo de Penkas.
Es uno de los productos de la cantera de ciclistas de la Fundación Provincial Deportiva Víctor Sastre, sita en El Barraco (provincia de Ávila).
Toda su carrera deportiva ha transcurrido en la estructura de equipos de Eusebio Unzué y José Miguel Echavarri. Es uno de los pocos ciclistas españoles que ha conseguido victorias de etapa en las tres grandes vueltas. (Tour, Giro y Vuelta).
En 2008 obtuvo la victoria en la prueba no oficial del Criterium Ciudad de Jaén.
El 29 de octubre de 2015 anunció su retirada del ciclismo tras diecinueve temporadas como profesional y con 39 años de edad debido a la grave lesión que sufrió como consecuencia de una caída en la Vuelta a Cataluña. Un año más tarde anunció que pasaría a formar parte del personal técnico del conjunto Movistar Team.

## Palmarés
| 1997 - Memorial Manuel Galera 1999 - 1 etapa del Trofeo Joaquim Agostinho - 1 etapa de la Vuelta a Portugal 2000 - 1 etapa de la Vuelta al Miño 2001 - 1 etapa del Giro de Italia - Memorial Manuel Galera 2002 - 2 etapas de la Vuelta a España 2003 - 1 etapa del Tour de Francia - Vuelta a Burgos | 2005 - 1 etapa de la Vuelta a Suiza 2007 - 1 etapa del Tour del Benelux 2008 - Vuelta a Andalucía 2011 - 1 etapa de la Vuelta a España |

## Resultados en Grandes Vueltas y Campeonato del Mundo
Durante su carrera deportiva consiguió los siguientes puestos en las Grandes Vueltas y en los Campeonatos del Mundo en carretera:
| Carrera         | Carrera         | 1997 | 1998 | 1999 | 2000 | 2001 | 2002  | 2003 | 2004 | 2005 | 2006 | 2007 | 2008 | 2009 | 2010  | 2011 | 2012 | 2013 | 2014 | 2015 |
| --------------- | --------------- | ---- | ---- | ---- | ---- | ---- | ----- | ---- | ---- | ---- | ---- | ---- | ---- | ---- | ----- | ---- | ---- | ---- | ---- | ---- |
|                 | Giro de Italia  | —    | —    | —    | —    | 49.º | —     | —    | —    | —    | —    | 42.º | 64.º | 45.º | 113.º | 38.º | Ab.  | 85.º | —    | —    |
|                 | Tour de Francia | —    | —    | —    | —    | —    | —     | 67.º | —    | —    | —    | —    | —    | —    | —     | —    | —    | —    | —    | —    |
|                 | Vuelta a España | —    | —    | —    | —    | —    | 17.º  | 55.º | 38.º | 20.º | 48.º | —    | —    | —    | —     | 44.º | 74.º | Ab.  | —    | —    |
| Mundial en Ruta | Mundial en Ruta | —    | —    | —    | —    | —    | 159.º | —    | —    | —    | —    | —    | —    | —    | —     | 97.º | Ab.  | —    | —    | —    |

—: no participa

Ab.: abandono

## Equipos
- Banesto/Caisse d'Epargne/Movistar (1997-2015)
  - Banesto (1997-2000)
  - iBanesto.com (2001-2003)
  - Illes Balears-Banesto (2004)
  - Illes Balears-Caisse d'Epargne (2005)
  - Caisse d'Epargne-Illes Balears (2006)
  - Caisse d'Epargne (2007-2010)
  - Movistar Team (2011-2015)